# Jawornik (Weichsel)

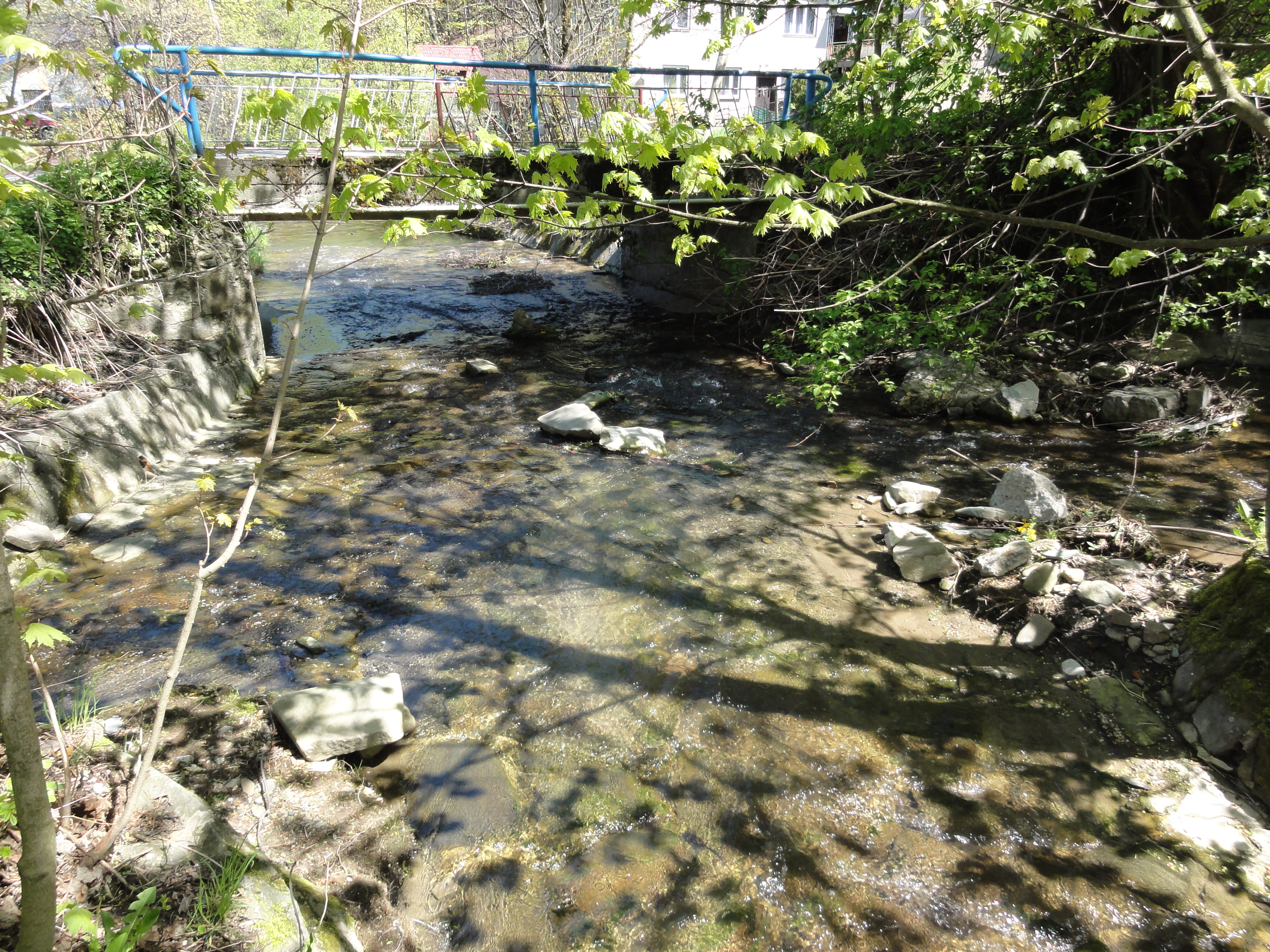
Jawornik mit seinen Nebenbächen

Die Jawornik ist ein linker Zufluss der Weichsel in den Schlesischen Beskiden von 4,8  Kilometern Länge. Der Fluss entspringt an den östlichen Hängen des Soszów Wielki und fließt nach Westen. Er durchfließt den Ortsteil Jawornik von Wisła, bevor er unweit der Czajka in die Weichsel mündet.
Sein Name kommt vom Berg-Ahorn (polnisch: Klon jawor), der sein Tal bewächst.
Entlang des Bachs führen zwei Wanderwege von Wisła, der eine zur Berghütte Soszów Wielki, der anderen auf den Bergpass Przełęcz Beskidek.